# Nikenike Vurobaravu
Nikenike Vurobaravu (3 dicembre 1951) è un diplomatico e politico vanuatuano, presidente di Vanuatu dal 2022.

## Biografia

### Studi e carriera diplomatica
Si laureò in scienze politiche e amministrazione all'Università del Pacifico del Sud nel 1977. Nel 1979 venne assunto al neonato Ufficio del Chief Minister delle Nuove Ebridi e da allora si formò diplomaticamente all'Australian Postgraduate Foreign Service Training Course di Canberra.
Dal 1980 lavorò nel Servizio Estero di Vanuatu e dopo quattordici anni di carriera ricevette una borsa di studio, la Chevening Scholarship, dal British Foreign and Commonwealth Office.
Così ottenne un Master of Arts in Studi Diplomatici alla London Diplomatic Academy dell'Università di Westminster, specializzandosi in analisi politica estera, cooperazione allo sviluppo e gestione delle missioni diplomatiche.
Nel 2014 divenne Alto Commissario nelle Figi, nonché il primo agente che ricoprendo tale carica prese a risiedere a Suva. Nel 2015 venne tuttavia richiamato in patria dall'allora governo. Nel 2017 ricevette l'incarico di Alto Commissario per la seconda volta, dal presidente Tallis Obed Moses.

### Carriera politica
Esponente del partito Vanua'aku Pati, dal 2008 al 2010 è stato consigliere politico presso l'Ufficio del Primo Ministro.

#### Presidente di Vanuatu
Nel luglio 2022 il Parlamento lo ha eletto presidente della Repubblica con 47 consensi su 58. Il 18 agosto sciolse il Parlamento su richiesta del primo ministro Bob Loughman, alla vigilia della proposta di una mozione di sfiducia contro il premier.

### Vita privata

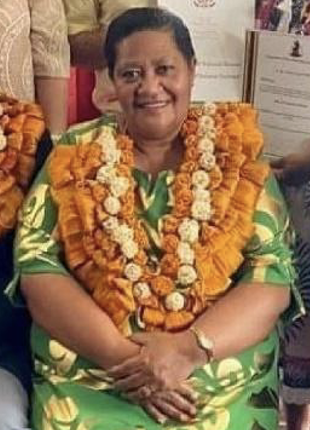
La first lady di Vanuatu Rima Vurobaravu nel 2022

Ha una moglie di nome Rima.